# Melaniella timosa
Melaniella timosa és una espècie extinta de mamífers paleanodonts que visqueren durant el Paleocè a Nord-amèrica. Se'l coneix a partir d'un únic fòssil, un maxil·lar inferior fragmentari trobat al Canadà.